# Ried im Innkreis
Ried im Innkreis je rakouské okresní město ležící ve spolkové zemi Horní Rakousy v okrese Ried. Žije zde přibližně 12 tisíc obyvatel.
Své sídlo zde má výrobce sportovního vybavení Fischer.

## Osobnosti města
- Andreas Goldberger (* 1972), bývalý skokan na lyžích
- Karl Kreil (1798–1862), astronom a meteorolog, ředitel hvězdárny pražského Klementina

## Partnerská města
- Landshut, Německo, 1974